# Teobald III de Xampanya

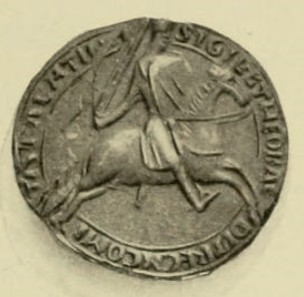
Segell de Teobald III de Xampanya de 1198. És el primer comte de Xampanya del qual es té evidència que va prendre el senyal de la barra com a senyal heràldic, apareixent tant sobre el seu escut de cavaller, com al revers del segell. Els segells del seu germà i del seu pare mostren escuts plans sense cap tipus d'armories, ni en el anvers, ni el revers dels seus segells, per bé que es considera que el seu germà Enric II de Xampanya, rei de Jerusalem podria ja haver pres aquest senyal.

Teobald III de Xampanya (en francès: Thibaut) (13 de maig 1179- 24 de maig de 1201) va ser comte de Xampanya des 1197 fins a la seva mort el 1201, i era el germà petit d'Enric II de Xampanya, rei de Jerusalem.
Teobald era el fill menor d'Enric I de Xampanya i de Maria de França, filla de Lluís VII de França i de Leonor d'Aquitània. Va esdevenir comte de Xampanya el 1197 després de la mort del seu germà gran Enric II de Xampanya, rei de Jerusalem. L'1 de juliol de 1199 Teobald es va casar amb Blanca de Navarra a Chartres. El 28 de novembre de 1199 diversos nobles de França es van reunir a la cort de Teobald per a assistir a un torneig (concretament al seu castell de Ecry-sur-Aisne), entre els quals es trobava el predicador Foulques de Neuilly. L'any anterior, el 1198, el Papa Innocenci III havia cridat a la Quarta Croada, i els nobles reunits a la cort de Teobald decidiren "prendre la creu" i escolliren a Teobald com a cabdill. Però Teobald va morir tot just el 24 de maig de 1201 i fou escollit com a nou cabdill Bonifaci I de Montferrat.
Teoblad va ser succeït al comtat de Xampanya pel seu fill pòstum, Teobald IV de Xampanya. Blanca va rebre els seus set castells a Épernay, Vertus, Sézanne, Chantemerle, Pont-sur-Seine, Nogent-sur-Seine i Méry-sur-Seine, i totes les dependències d'aquests castells a la mort del seu marit, i esdevingué així mateix regent durant els següents 21 anys. Així mateix el seu fill Teobald IV de Xampanya va esdevenir també rei de Navarra a la sense fills de Sanç VII de Navarra.